# جید استار
جید استار (انگلیسی: Jade Starr؛ زاده ۱۴ سپتامبر ۱۹۸۱) مدل آمریکایی و رقصنده go-go و همچنین بازیگر پورنوگرافی در لس آنجلس است. او ترکیبی از یک فرد ایرلندی - چروکی است. او کار خود در فشن و مد را با بازی در فیلم‌های لزبین شروع کرد.
استار در سال ۲۰۰۲ برای یک وبسایت رایگان شروع به کار کرد و در همین تاریخ عکس‌های برهنهٔ خود را برای این وبسایت فرستاد. او در این وبسایت به کار وبکم نیز می‌پرداخت.
چند سال بعد او اولین فیلم خود را برای شرکت آدم و حوا بازی کرد. در سال ۲۰۰۵ جیدا استار سایت خود را راه‌اندازی کرد و حرفهٔ پورنوگرافی را به صورت تمام وقت پیس گرفت.
جیدا استار، خود نگهداری و اجرای سایتشان را برعهده دارد. وی در سالهای اخیر به دور از فیلم‌های هاردکور بوده و کارش را د زمینهٔ سافت کور ادامه می‌دهد.
در سال ۲۰۱۲ او سه فیلم با Fred Olen Ray بازی کرد. جید یک دو جنس گرا می‌باشد و با هر دوجنس به بازی پرداخته‌است.

## جوایز و نامزد شده‌ها
- جایزه van 2006 نامزد شده. برای بهترین صحنه سکس دختر-دختر
- جایزه avn 2010 نامزد شده. برای بهترین سکس تمام دختر سه طرفه. به همراه ناتالیا مینسک و جسم لنگفورد. او بهترین دختر در فیلم‌های سینمایی با سکس شناخته شده‌است.